# Virus (Skiantos)
Virus è un EP del gruppo musicale italiano Skiantos, pubblicato il 4 novembre 2002 per promuovere la raccolta La krema (1977-2002).

## Descrizione
La prima traccia Virus verrà riproposta in versione "flash" nella raccolta La krema. Il brano Vitalizio era invece già stato inserito come traccia fantasma nell'album Doppia dose del 1999.

## Tracce
1. Virus – 3:08
2. Vitalizio – 3:49
3. Amplessi complessi (Lost Woman) – 2:44 (The Yardbirds)
4. La fisarmonica – 2:35 (Gianni Morandi)

Durata totale: 12:16

## Formazione
- Roberto "Freak" Antoni - voce
- Fabio "Dandy Bestia" Testoni - chitarra elettrica, cori
- Luca "Tornado" Testoni: chitarra elettrica, cori, programmazione
- Marco "Marmo" Nanni: basso, cori